# Nassfeld
Nassfeld (słoweń. Mokrine) – ośrodek narciarski w Austrii, w kraju związkowym Karyntia, położony w Alpach Karnickich.
W Nassfeld znajduje się 28 wyciągów (w tym dwa podwójne)  oraz 110 km tras narciarskich. Najdłuższą trasą zjazdową jest Carnia o długości 7,2 km. W okresie letnim jest to węzeł szlaków pieszych oraz rowerowych. Nad jeziorem Pressegger See, którego woda jest zdatna do picia, funkcjonuje ośrodek sportów wodnych.
W ośrodku znajduje się najdłuższa w Alpach kolej gondolowa Millenium Express zbudowana w latach 1999 (odcinek I i II) – 2000 (odcinek III). Kolej składa się z trzech odcinków będącymi również samodzielnymi kolejami gondolowymi. Początkową stacją kolei jest Tröpolach (614 m n.p.m.), stacjami pośrednim Gmanberg (1020 m n.p.m.) oraz Tressdorferalm (1590 m n.p.m.) natomiast stacją końcową jest Kofelplatz-Madritsche (1919 m n.p.m.). Długość kolei wynosi 6001 metrów, pokonywana różnica poziomów 1309 metrów natomiast czas przejazdu 19 minut.